# Gn (dwuznak)
Gn – dwuznak występujący w języku francuskim i włoskim, wymowa ogólnie odpowiada [ ɲ ]. We współczesnym języku francuskim jest czasami wymawiane jako [ ni ].